# Espírito do Êxtase

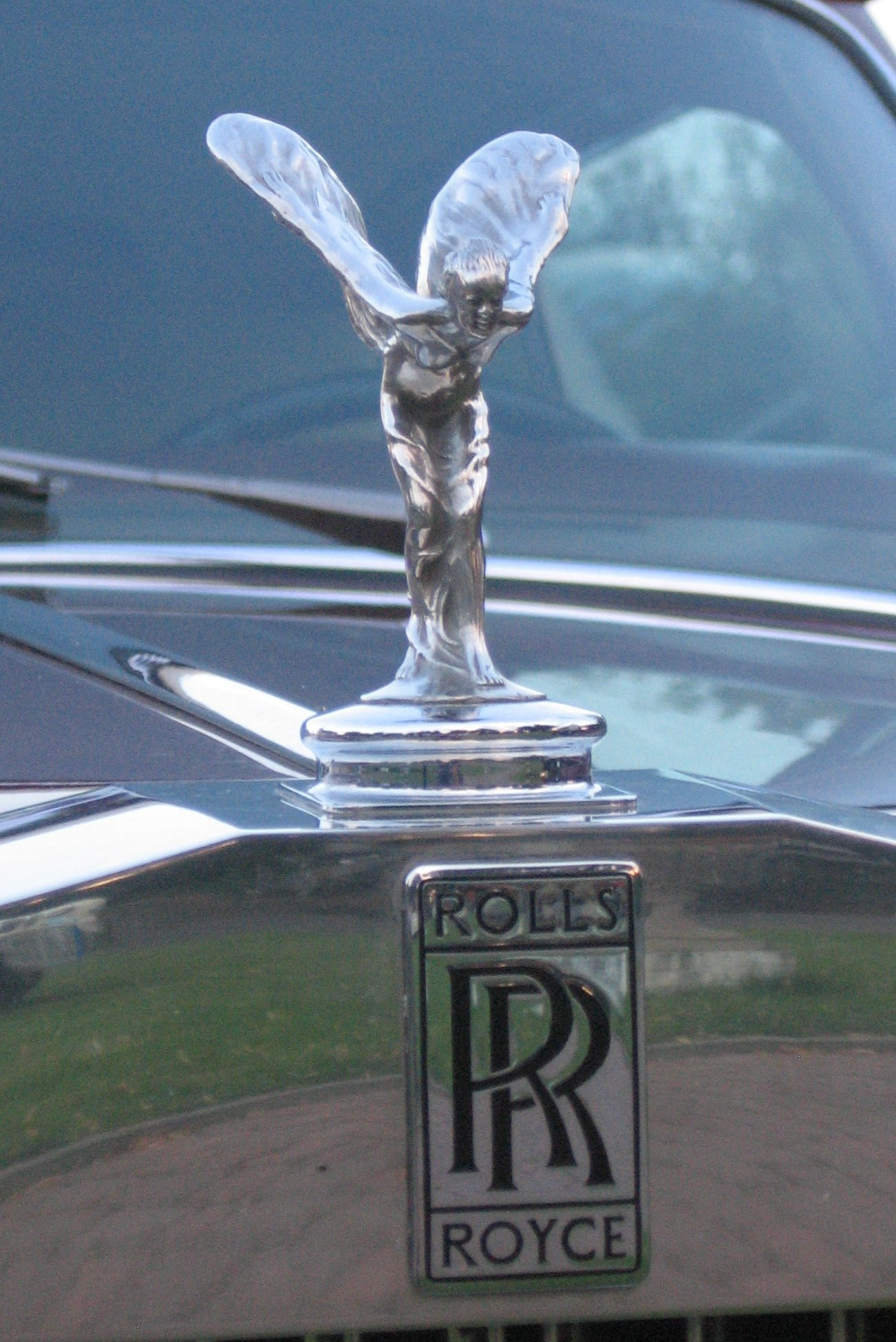
Espírito do Êxtase em um Rolls-Royce Corniche.

O Espírito do Êxtase (Spirit of Ecstasy, em inglês) é o principal símbolo da Rolls-Royce, presente na extremidade do capô de todos os seus carros desde 1911. O êxtase é representado como uma estatueta feminina inclinada prestes a alçar voo. Apesar do "Espírito do Êxtase" ser o símbolo mais reconhecido entre marcas de automóveis, o logotipo oficial da empresa são as letras "RR" entrelaçadas. 
Ao longo da história da empresa, o "Espírito do Êxtase" sofreu diversas modificações em prol do design dos automóveis. Como, por exemplo, o Phantom 2003, no qual a estatueta pode ser removida por um mecanismo retrátil acionado pelo motorista. Em alguns modelos produzidos na década de 1950, foi incluída uma versão da estatueta ajoelhada sobre o capô.

## História[2]
O "Espírito do Êxtase" foi idealizado pelo escultor inglês Charles Robinson Sykes que a batizou de "The Whisper". A inspiração teria sido um romance vivido por John Walter, mais conhecido como Lord Montagu e editor da revista "The Car Illustrated", e sua secretária Eleanor Thornton. A relação entre ambos foi mantida em segredo durante anos devido à origem humilde de Eleanor. Pressionado pela família, John Walter casou-se com Lady Cecil Victoria Constance, mantendo relações extraconjugais com Eleanor. 
John Walter encomendou a Charles Robinson Sykes, uma estatueta que seria colocado sobre o capô de seu Rolls-Royce Silver Ghost em homenagem à Eleanor. Sykes utilizou então a própria Eleanor como modelo. A primeira versão, feita para Lord Montagu, era uma mulher em sinal de silêncio sendo chamada "The Whisper" (O susurro). 
Assim como Lord Montagu, outros proprietários de carros Rolls-Royce também aderiram ao hábito de afixar símbolos sobre os capôs, chamando a atenção de Claude Johnson, diretor de produção da Rolls-Royce Limited. Claude Johnson recorreu à Robinson Sykes para que este desenvolvesse um mascote para as futuras gerações da empresa. Johnson buscava uma representação na deusa Nike, porém Sykes não aderiu à ideia e concebeu uma pequena modificação na antiga estatueta "The Whisper". A nova estatueta foi batizada "The Spirit of Speed" ("Espírito da Velocidade") e, posteriormente, foi registrada com o nome atual.  